# 25 janvier 1963
Le vendredi 25 janvier 1963 est le 25e jour de l'année 1963.

## Naissances
- Bernd Storck, footballeur allemand
- Don Mancini, scénariste, producteur et réalisateur américain
- Fernando Haddad, politicien brésilien
- Frédéric Bozo, historien français
- Ney González Sánchez, homme politique mexicain
- Paul Dewar (mort le 6 février 2019), personnalité politique canadienne
- Per Johansson, nageur suédois
- Ramona Wenzel, plongeuse allemande
- Ryszard Czarnecki, homme politique polonais
- Timo Rautiainen, musicien finnois
- Tom McHale (mort le 25 mai 2008), joueur américain de football américain

## Décès
- Konrad Haase (né le 29 août 1888), militaire allemand
- Marcel L'Enfant (né le 8 décembre 1884), artiste peintre français

## Événements
- Sortie du film James Bond 007 contre Dr No
- Sortie du film américain Le Corbeau
- Sortie de la chanson Rhythm of the Rain du groupe The Cascades